# Polybia
Polybia är ett släkte av getingar. Polybia ingår i familjen getingar.

## Dottertaxa tillPolybia, i alfabetisk ordning[1]
- Polybia aequatorialis
- Polybia affinis
- Polybia anglica
- Polybia barbouri
- Polybia batesi
- Polybia belemensis
- Polybia bicytarella
- Polybia bifasciata
- Polybia bistriata
- Polybia brunnea
- Polybia brunneiceps
- Polybia catillifex
- Polybia chrysothorax
- Polybia depressa
- Polybia diguetana
- Polybia dimidiata
- Polybia dimorpha
- Polybia divisoria
- Polybia eberhardae
- Polybia emaciata
- Polybia erythrothoraxla
- Polybia fastidiosuscula
- Polybia ficaria
- Polybia flavifrons
- Polybia flavitincta
- Polybia fulvicauda
- Polybia furnaria
- Polybia gorytoides
- Polybia ignobilis
- Polybia incerta
- Polybia invertita
- Polybia jurinei
- Polybia juruana
- Polybia laboriosa
- Polybia liliacea
- Polybia luctuosus
- Polybia lugubris
- Polybia micans
- Polybia minarum
- Polybia nausica
- Polybia nidulatrix
- Polybia nigriceps
- Polybia nigrina
- Polybia oblita
- Polybia occidentalis
- Polybia parvula
- Polybia parvulina
- Polybia paulista
- Polybia platycephala
- Polybia plebeja
- Polybia procellosa
- Polybia pseudospilonota
- Polybia punctata
- Polybia quadricincta
- Polybia raui
- Polybia rejecta
- Polybia richardsi
- Polybia ruficeps
- Polybia rufitarsis
- Polybia scrobalis
- Polybia scutellaris
- Polybia selvana
- Polybia sericea
- Polybia signata
- Polybia simillima
- Polybia singularis
- Polybia spilonota
- Polybia spinifex
- Polybia striata
- Polybia sulciscutis
- Polybia tinctipennis
- Polybia uruguayensis
- Polybia velutina